# Krasnapolski Rajon
Krasnapolski Rajon (vitryska: Краснапольскі Раён, ryska: Краснопольский район) är ett distrikt i Belarus.   Det ligger i voblasten Mahiljoŭs voblast, i den östra delen av landet, 260 km öster om huvudstaden Minsk.